# Andersonia latiflora
Andersonia latiflora là một loài thực vật có hoa trong họ Thạch nam. Loài này được (F.Muell.) Benth. mô tả khoa học đầu tiên năm 1868.